# Paraembolides cannoni
Paraembolides cannoni är en spindelart som först beskrevs av Raven 1978.  Paraembolides cannoni ingår i släktet Paraembolides och familjen Hexathelidae.
Artens utbredningsområde är Queensland. Inga underarter finns listade i Catalogue of Life.